# Limiti di velocità in Italia

Segnale stradale posto in prossimità delle frontiere che indica i limiti generali di velocità per le autovetture. Se posto in autostrada è a sfondo verde

I limiti di velocità in Italia cambiano a seconda della classificazione tecnica della strada in cui il veicolo sta circolando. Sono disciplinati dall'art. 142 del codice della strada italiano.

## Limiti di velocità generali in Italia
| Classificazione               | Limite di velocità |
| ----------------------------- | ------------------ |
| Autostrada                    | 130 km/h           |
| Strada extraurbana principale | 110 km/h           |
| Strada extraurbana secondaria | 90 km/h            |
| Strada urbana                 | 50 km/h            |

## Variazioni ai limiti di velocità

### Previste dalla legge
In caso di precipitazioni atmosferiche la velocità viene ridotta a 110 km/h per le autostrade e a 90 km/h per le strade extraurbane principali. In caso di nebbia la velocità viene sempre limitata a 50 km/h.
Nelle strade urbane, previa installazione di segnale, è possibile aumentare a 70 km/h il limite di velocità nel caso in cui le caratteristiche costruttive e funzionali lo consentano.
Ai cittadini che hanno conseguito la patente B da meno di tre anni (cosiddetti "neopatentati") non è consentito di superare 100 km/h nelle autostrade e 90 km/h nelle strade extraurbane principali.
Il codice della strada prevede anche la possibilità da parte dei concessionari o degli enti proprietari di elevare il limite di velocità a 150 km/h (tramite segnale), solamente nelle tratte di autostrade con tre corsie più quella di emergenza dotate di Safety Tutor (SICVE), se le caratteristiche progettuali ed effettive del tracciato, l'intensità del traffico, le condizioni atmosferiche prevalenti e i dati di incidentalità dell'ultimo quinquennio lo consentono; tutto ciò fermo restando la possibilità da parte del Ministero delle Infrastrutture e dei Trasporti di revocare tali decisioni. 
Al 2022 nessun tratto autostradale è stato ancora interessato da tale aumento del limite.

### Tramite segnali
Gli enti proprietari della strada possono ridurre, ma non aumentare, la velocità e imporre limiti di velocità minimi (cioè valori a cui la velocità del veicolo non deve essere inferiore) seguendo le direttive del Ministero dei Trasporti. Per modificare il limite di velocità bisogna verificare che le caratteristiche costruttive e funzionali del tratto di strada lo consentano, altrimenti il Ministero dei Trasporti può modificare o rimuovere i limiti imposti dall'ente proprietario.
La variazione del limite di velocità viene comunicata dai seguenti segnali:

Segnale di limite di velocità massimo
Segnale di limite di velocità minimo

La fine della tratta in cui era necessario quel limite e, quindi, il ripristino del limite di velocità massimo per quella categoria di strada in cui era presente è comunicata da:

Fine limite di velocità massimo
Fine limite di velocità minimo

### Esempi di limiti di velocità ridotti
La riduzione del limite di velocità è stata verificata in varie occasioni e modalità, a Bari sono presenti tratti da 10 km/h, alcune strade di Milano hanno il limite ridotto a 30 km/h, altre a 15 km/h

## Limiti minimi di velocità
In alcuni casi, sebbene siano molto rari, esistono anche dei limiti minimi di velocità.
Essi sono segnalati da un cartello circolare con sfondo blu e la scritta in bianco.
Un esempio riguarda le autostrade a tre corsie per senso di marcia: la prima corsia è esente da limiti minimi, la seconda corsia ha il limite minimo di 60 km/h e la terza corsia di 90 km/h e quindi non può essere utilizzata dai veicoli che non possono raggiungere tale velocità.
Un altro esempio è la Tangenziale Est di Roma: il limite minimo di velocità è di 40 km/h ed è vietato il transito a pedoni, ciclisti e ciclomotori, mentre il limite massimo di velocità è di 70 km/h.
La fine di tale prescrizione è rappresentata dallo stesso cartello, attraversato da una sbarra diagonale rossa.

## Limiti di velocità per alcune categorie
Alcune categorie di veicoli hanno dei limiti di velocità più bassi rispetto alle autovetture:
| Categoria                                                                                           | Strada urbana                                                       | Strada extraurbana secondaria                                       | Strada extraurbana principale | Autostrada                          |
| --------------------------------------------------------------------------------------------------- | ------------------------------------------------------------------- | ------------------------------------------------------------------- | ----------------------------- | ----------------------------------- |
| Ciclomotori                                                                                         | 45 km/h                                                             | 45 km/h                                                             | Non possono circolare         | Non possono circolare               |
| Autoveicoli e motoveicoli trasportanti materiale esplosivo                                          | 30 km/h                                                             | 50 km/h                                                             | 50 km/h                       | Previa autorizzazione ente stradale |
| Macchine agricole e operatrici                                                                      | 40 km/h se sono montati su pneumatici 15 km/h se montati su cingoli | 40 km/h se sono montati su pneumatici 15 km/h se montati su cingoli | Non possono circolare         | Non possono circolare               |
| Quadricicli                                                                                         | 50 km/h                                                             | 80 km/h                                                             | 80 km/h                       | 80 km/h                             |
| Autotreni, autoarticolati e autosnodati                                                             | 50 km/h                                                             | 70 km/h                                                             | 70 km/h                       | 80 km/h                             |
| Autobus e filobus con massa a pieno carico superiore a 8 t                                          | 50 km/h                                                             | 80 km/h                                                             | 80 km/h                       | 100 km/h                            |
| Autoveicoli destinati al trasporto di cose con massa a pieno carico superiore a 3,5 t e fino a 12 t | 50 km/h                                                             | 80 km/h                                                             | 80 km/h                       | 100 km/h                            |
| Autoveicoli destinati al trasporto di cose con massa a pieno carico superiore a 12 t                | 50 km/h                                                             | 70 km/h                                                             | 70 km/h                       | 80 km/h                             |
| Autocarri con massa a pieno carico superiore a 5 t utilizzati per il trasporto di persone           | 50 km/h                                                             | 70 km/h                                                             | 70 km/h                       | 80 km/h                             |
| Mezzi d'opera a pieno carico                                                                        | 40 km/h                                                             | 60 km/h                                                             | 60 km/h                       | 60 km/h                             |

Nella parte posteriore di questi veicoli, eccetto per i ciclomotori e per i veicoli trasportanti materiale esplosivo, devono essere indicati i limiti di velocità (ne sono richiesti almeno due) attaccando un adesivo che riproduce il segnale del limite di velocità. Se il veicolo traina un rimorchio (o un semirimorchio) l'adesivo va attaccato sul rimorchio (o sul semirimorchio).

## Sanzioni
Vi sono due tipi di sanzioni relativi alla velocità, esse afferiscono all'art. 141 e 142 del Codice della Strada. Le prime riguardano il superamento dei limiti fissi e massimi di velocità mentre le seconde riguardano i limiti di velocità non regolata.
Al 2019 le sanzioni previste sono:
- Se il limite di velocità viene superato di non oltre 10 km/h la sanzione amministrativa prevede il pagamento di una somma da euro 42 a euro 173.
- Se il limite di velocità viene superato di oltre 10 km/h e di non oltre 40 km/h la sanzione amministrativa prevede il pagamento di una somma da euro 173 a euro 695 e il decurtamento di 3 punti sulla patente.
- Se il limite di velocità viene superato di oltre 40 km/h e di non oltre 60 km/h la sanzione amministrativa prevede il pagamento di una somma da euro 544 a euro 2.174, la sospensione della patente da uno a tre mesi e il decurtamento di sei punti. Se l'infrazione è ripetuta più di una volta nel corso di un biennio la patente viene sospesa da otto a diciotto mesi.
- Se il limite di velocità viene superato di oltre 60 km/h la sanzione amministrativa prevede il pagamento di una somma da euro 847 a euro 3.389, la sospensione della patente da sei a 12 mesi e il decurtamento di dieci punti. Se l'infrazione è ripetuta più di una volta nel corso di un biennio la patente viene revocata.
- Tutte le sanzioni amministrative pecuniarie di cui sopra sono aumentate di un terzo quando la violazione è commessa dopo le ore 22 e prima delle ore 7.

## Storia dei limiti massimi di velocità in Italia
Dagli albori del motorismo e fino all'avvento del Fascismo, i limiti di velocità venivano facoltativamente stabiliti dalle amministrazioni locali, in un guazzabuglio inestricabile di limiti assai diversi, spesso non segnalati e, di fatto, incontrollabili. Con il riordino del sistema tributario (Legge 3 dicembre 1922) il Governo Mussolini eliminò tutti questi limiti e introdusse il "criterio prudenziale soggettivo", per le strade extraurbane nel 1923 e, per la prima volta in Europa, anche per i centri abitati nel 1928. Tale criterio, apparentemente di stampo liberalizzatore, conferiva invece un'ampia facoltà discrezionale alle Forze dell'ordine e alla Magistratura e, di conseguenza, una reale possibilità d'intervento al fine di valutare i comportamenti degli automobilisti e stabilirne le responsabilità, in un'epoca in cui era assai complicato dimostrare strumentalmente il superamento di un teorico limite di velocità.
L'art.103 del Testo Unico sulla circolazione stradale, approvato con Decreto del presidente della Repubblica 15 giugno 1959 n.393, introdusse per la prima volta in Italia il limite unico di 50 km/h nei centri abitati, indipendentemente dalla loro importanza, dal tipo di traffico o di strada. L'art.102 del nuovo codice manteneva però libera la velocità sulle strade extraurbane, secondo il detto "criterio prudenziale soggettivo", lasciando agli enti proprietari o gestori della strada la facoltà di imporre limiti di velocità minimi e massimi.
Una prima limitazione alle velocità massime da mantenere al di fuori degli abitati venne posta in seguito alla crisi petrolifera. Tra le misure di austerity decretate dal Governo Rumor nel 1973, furono imposti i limiti di velocità per le strade extraurbane e per le autostrade, rispettivamente a 100 e 120 km/h.
Con la pubblicazione del D.M. 29 ottobre 1977 il Governo Andreotti, sempre con finalità di risparmio energetico, fissò nuovi limiti di velocità per strade extraurbane/autostrade, riferiti a varie tipologie di veicoli. Per le autovetture con motore di cilindrata fino a 599 cm³ i limiti erano di 80-90 km/h, da 600 a 900 cm³ 90-110 km/h, da 901 a 1300 cm³ 100-130 km/h e oltre i 1300 cm³ 110-140 km/h. Per i motocicli fino a 99 cm³ 80 km/h, da 100 a 149 cm³ 90 km/h, mentre per quelli da 150 cm³ in poi, con facoltà di accesso alle autostrade, 100-130 km/h.
Il 24 luglio 1988 entrò in vigore il celebre "Decreto Ferri" - dal nome dell'allora Ministro dei lavori pubblici Enrico Ferri - che manteneva i limiti e le categorie esistenti, ma riduceva a 90 e 110 km/h i limiti di velocità superiori a tali valori, rispettivamente per strade extraurbane e autostrade. Tale moratoria doveva essere un esperimento per l'esodo estivo, ma rimase in vigore per oltre un anno, anche vista la sensibile diminuzione di incidenti, morti e feriti sulle strade, chiaramente dovuti alle minori velocità di percorrenza.
In forza del D.M. 27 settembre 1989 n. 333, emanato dal nuovo ministro Giovanni Prandini di concerto con il collega Carlo Bernini, nell'ottobre 1989 i limiti autostradali venivano fissati a 110 km/h per le autovetture fino a 1100 cm³ e a 130 km/h per quelle di cilindrata superiore. Per i motocicli da 150 fino a 349 cm³ il limite massimo veniva portato a 110 km/h e per quelli di cilindrata superiore a 130 km/h. Sulle strade extraurbane veniva fissato il limite massimo di 90 km/h, sia per le autovetture, sia per i motocicli, a prescindere dalla loro tipologia.